# Шатодён (виконтство)
Виконтство Шатодён (фр. Vicomté de Châteaudun) — средневековое феодальное образование с центром в городе Шатодён, существовавшее с 956 до 1395 года. 

## История
Первые виконты упоминаются ещё в IX веке. В 956 году граф Блуа Тибо Мошенник захватил города Шартр и Шатодён, присвоив себе титул графа Шартра и Шатодёна. Для управления захваченными городами он назначил виконтов. В Шатодёне Тибо посадил Гозфреда (Жоффруа) I. 
Вероятно младшим сыном Гозфреда I был Фулькуа, который женился на наследнице сеньорий Мортань-о-Перш и Ножан-лё-Ротру, позже образовавшие графство Перш. Его старший же сын, Жоффруа II (I) объединил в своих руках Шатодён и Перш. 
Постепенно виконты Шатодёна стали достаточно самостоятельными правителями, хотя и оставались вассалами графов Блуа, носивших титул графов Шатодёна. После смерти Ротру I (II) в 1080 году его владения были разделены. Шатодён унаследовал второй сын Ротру, Гуго III, потомки которого были виконтами до 1249 года, когда после смерти Жоффруа VI его владения унаследовала дочь, Клеменция (ум. 1259), вышедшая замуж за Роберта де Дрё (1217—1264), сеньора де Бё.
После смерти Клеменции Шатодён посредством браков переходил в разные дома, пока 12 октября 1395 года Гильом II де Краон не продал его Людовику I, герцогу Орлеанскому, присоединившего виконтство к своим владениям. Позже Шатодён стал столицей графства Дюнуа.

## Список виконтов Шатодёна
Неизвестная династия
- ок. 860: Рампо

Шатодёнский дом
- 956—986: Гозфред (Жоффруа) I (ум. после 987), виконт Шатодёна в 956—986
- 989—1003: Гуго I (ум. 1023), виконт Шатодёна 989—1003, архиепископ Тура 1003—1023, вероятно сын предыдущего
- 1003—1039/1040: Жоффруа II (ум. 1039/1040), виконт Шатодёна (Жоффруа II) с 1003, сеньор де Мортань и де Ножан (Жоффруа I) с до 1003, племянник предыдущего, вероятно сын Фулькуа, сеньора де Мортань-о-Перш и де Ножан
- 1039/1140—1042/1044: Гуго II (ум. 1042/1044), виконт Шатодёна (Гуго II), сеньор де Мортань и де Ножан (Гуго I) с 1039/1040, сын предыдущего
- 1042/1044—1080: Ротру I (ум. 1080), виконт Шатодёна (Ротру I), сеньор де Мортань и де Ножан (Ротру II) с 1042/1044, брат предыдущего
- 1080—1110: Гуго III (ум. 1110), виконт Шатодёна с 1080, сын предыдущего
- 1110—1140/1145: Жоффруа III (ум. 1140/1145), виконт Шатодёна с 1110, сын предыдущего
- 1140/1145—1180: Гуго IV (ум.  1180), виконт Шатодёна с 1140/1145, сын предыдущего
Жоффруа IV (ум. 1176), виконт Шатодёна, сын предыдущего
- 1180—1191: Гуго V (ум. 1191), виконт Шатодёна с 1180, сын Гуго IV
- 1191—1218: Жоффруа V (ум. 1218), виконт Шатодёна с 1191, сын предыдущего
- 1218—1250: Жоффруа VI (ум. 1250), виконт Шатодёна с 1218, сын предыдущего
- 1250—1259: Клеменция (ум. 1259), виконтесса Шатодёна и дама де Мондубло с 1249, дочь предыдущего
муж: с 1253 Роберт де Дрё (1217—1264), сеньор де Бё

Дом де Дрё
- 1253—1259: Роберт де Дрё (1217—1264), сеньор де Бё, виконт Шатодёна (по праву жены) 1253—1259, муж предыдущей
- 1259 — после 1296: Алиса I (1255 — после 1296), виконтесса Шатодёна и дама де Мондубло с 1259, дочь предыдущего
муж: с до 1275 Рауль II де Клермон (ок. 1245 — 1302), сеньор де Нель и де Удан, коннетабль Франции с 1277

Дом Клермон-Нель
- до 1275 — после 1296: Рауль II де Клермон (ок. 1245 — 1302), сеньор де Нель и де Удан, великий камергер Франции, коннетабль Франции с 1277, виконт Шатодёна (по праву жены) до 1275 — после 1296
- после 1296 — 1330: Алиса II (ок. 1275 — 1330), виконтесса Шатодёна, дама де Мондубло с после 1296, дама де Нель, де Брио и Сен-Кале с 1302
1-й муж: с 1286 или 1292 Гильом VI Безземельный де Дампьер (после 1249 — 1311), сеньор Дендермонде и Кревкёра
2-й муж: с ок. 1314 Жан I де Шалон-Арле (1258—1315), сеньор д'Арле с 1266, виконт Безансона с 1295

Дом Дампьер
- после 1296 — 1311: Гильом I Безземельный (после 1249 — 1311), сеньор Дендермонде и Кревкёра, виконт Шатодёна (по праву жены) с после 1296
- 1311—1320: Гильом II (ум. 1320), сеньор Неля и Дендермонде, виконт Шатодёна с 1311, сын предыдущего
- 1320—1340: Мария (ум. 1350), виконтесса Шатодёна с 1320, сестра предыдущего
муж: с 1312 Роберт VII Великий (ум. 1325), граф Оверни и Булони с 1317
- 1340—1372/1387: Маргарита (1315—1372/1387), виконтесса Шатодёна с 1340, племянница предыдущей, дочь Гильома II
муж: с 1341 Гильом I Великий де Краон (до 1318 — 1387), сеньор де Ла Ферте-Бернар

Дом де Краон
- 1341—1387: Гильом I (III) Великий (до 1318 — 1387), сеньор де Ла Ферте-Бернар, виконт Шатодёна с 1341
- 1387—1395: Гильом II (IV) (ок. 1340 — 1409/1410), виконт Шатодёна 1387—1395, сеньор де Монбазон, де Коломбье и де Марсильяк

12 октября 1395 года Гильом II де Краон продал Шатодён Людовику I, герцогу Орлеанскому